# Gaudentius von Gnesen

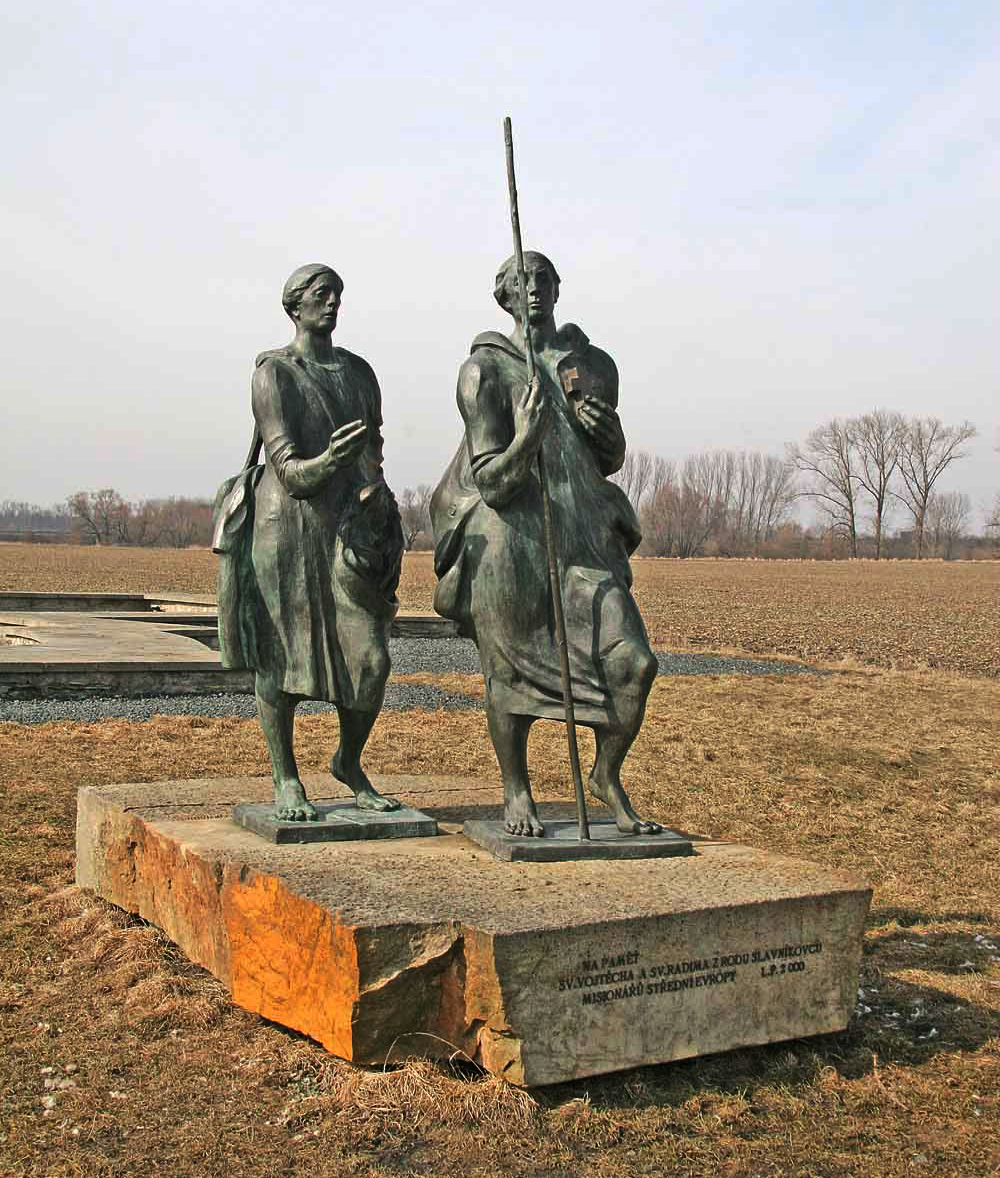
Die Brüder Adalbert und Radim auf Pilgerschaft; Denkmal in Libice

Radim, später Gaudentius  (tschechisch Svatý Radim; polnisch Radzim Gaudenty; * um 970; † nach 1000) war erster Erzbischof von Gnesen. Er entstammte dem böhmischen Geschlecht der Slavnikiden.

## Leben
Radim, dessen Geburtsjahr nicht bekannt ist, war ein illegitimer Sohn des Fürsten Slavník und Halbbruder von Adalbert, dem späteren Bischof von Prag. 989 trat er mit diesem zusammen in das Benediktinerkloster Santi Bonifacio e Alessio auf dem Aventin in Rom ein und nahm hier den Namen Gaudentius an. 997 begleitete er Adalbert auf dessen Missionsreise zu den heidnischen Pruzzen im südlichen Baltikum. Dort wurde er Zeuge von Adalberts Märtyrertod und der Translation nach Gnesen. Nach der Rückkehr nach Rom förderte sein Bericht die Heiligsprechung Adalberts; er war die wichtigste Quelle für die Adalbert-Vita des Johannes Canaparius.
Gaudentius schloss sich einer Delegation des polnischen Herzogs Bolesław I. Chrobry an, die sich beim Papst und Kaiser mit Erfolg um die Errichtung einer Metropolitankirche für ganz Polen bemühte. Möglicherweise wurde er bereits im Dezember 999 noch vor der Bildung des Erzbistums Gnesen in einer in Rom ausgestellten Urkunde als archiepiscopus S. Adalberti aufgeführt.
Vage bleibt die Nachricht, Gaudentius habe später Bolesław I. Chrobry exkommuniziert. Die ihm zugeschriebene Verfasserschaft des Adalbert-Lobgedichtes „Quatuor immensi“ (O. Kralík) entbehrt lt. Dušan Třeštík jeglicher Grundlage.
Sein Todesjahr ist unbekannt. Jan Długosz nannte das Jahr 1006, allerdings erst im 15. Jahrhundert. Thietmar von Merseburg erwähnte seinen Tod nicht, daher vermuteten polnische Historiker ein Todesdatum nach 1018.